# زلين زد 43
زلين زد 43  (بالإنجليزية: Zlín Z 43)‏ هي طائرة تدريب خفيفة، منخفضة الجناحين وأحادية السطح، تم تطويرها أستناد على طائرة زلين زد 42 ذات المقعدين.أنتجت في 1972 بسلوفاكيا. من صناعة مورافان Otrokovice . كان أول طيران لها في 10 ديسمبر 1968. صنع منها 80 طائرة.